# Akira Senju
Senju Akira (千住 明?; Tokyo, 21 ottobre 1960) è un compositore giapponese conosciuto per l'anime Fullmetal Alchemist.